# Воинское кладбище № 6 (Кремпна)

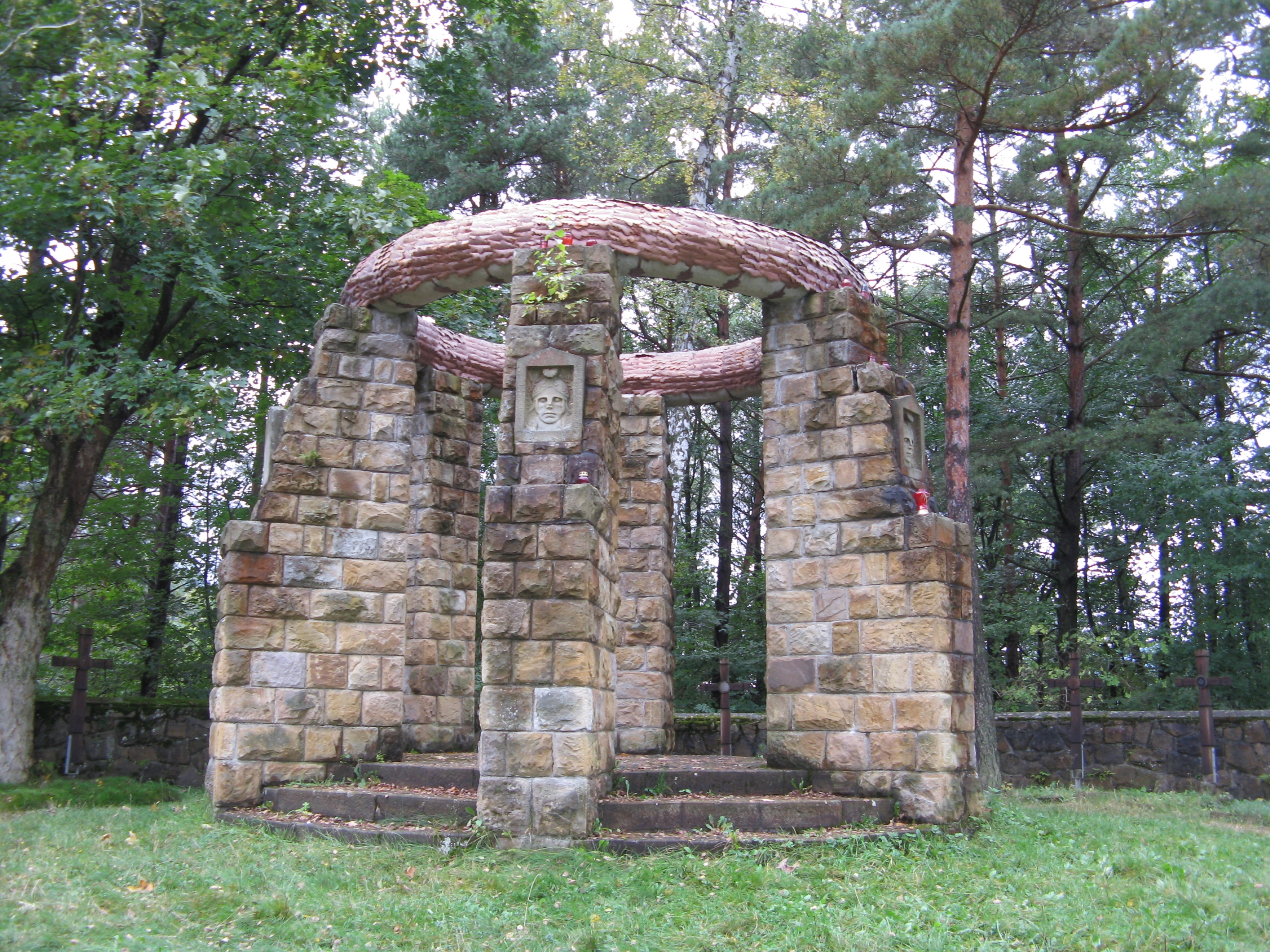
Памятник

Воинское кладбище № 6 — Кремпна (пол. Cmentarz wojenny nr 6 - Krempna) — воинское кладбище, расположенное в окрестностях села Кремпна, Подкарпатское воеводство. Кладбище входит в группу Западногалицийских воинских захоронений времён Первой мировой войны. На кладбище похоронены военнослужащие Австрийской, Германской и Российской армий, погибшие во время Первой мировой войны.

## История
Кладбище было основано в 1915 году по проекту словацкого архитектора Душана Юрковича.
На кладбище похоронены 53 австрийских, 33 русских и 34 германских неизвестных солдат. В 1914 году возле церкви святых Космы и Дамиана в Кремпне располагался полевой госпиталь и предполагается, что здесь захоронены солдаты, скончавшиеся от ранений.

## Описание
Кладбище огорожено каменной стеной. В центре кладбища находится памятник, состоящий из чётырёх каменных столбов, вершины которых соединяет каменный венок. Этот памятник был установлен в 1990 году и был сделан арабскими резчиками по заказу польских и австрийских военнослужащих, служивших миротворцами на Голанских высотах.

## Источник
- Roman Frodyma: Galicyjskie cmentarze wojenne, tom I. Beskid niski i Pogórze. Warszawa — Pruszków: Oficyna Wydawnicza «Rewasz», 1995, s. 32-33. ISBN 83-85557-20-2.